# جيمي لوف
جيمي لوف (بالإنجليزية: Jamie Love)‏ هو لاعب كرة لينة نيوزلندي، ولد في 1990.